# Proprioseiopsis ferratus
Proprioseiopsis ferratus är en spindeldjursart som beskrevs av Wolfgang Karg 1976. Proprioseiopsis ferratus ingår i släktet Proprioseiopsis och familjen Phytoseiidae. Inga underarter finns listade i Catalogue of Life.